# Meistriliiga 2013
Die Meistriliiga 2013 war die 23. Spielzeit der höchsten estnischen Fußball-Spielklasse der Herren. Die estnische Meisterschaft die erstmals offiziell als A. Le Coq Premium liiga ausgetragen wurde, begann am 2. März und endete am 9. November 2013 mit dem 36. Spieltag. Als Titelverteidiger startete der JK Nõmme Kalju in die Saison. Den Titel aus dem Vorjahr konnte der Klub allerdings nicht verteidigen. Die estnische Meisterschaft 2013 sicherte sich vorzeitig am 34. Spieltag der FC Levadia Tallinn, für den es zugleich der achte Titel in der Klubgeschichte bedeutete.

## Saisonverlauf
Die Liga umfasste wie in der Vorsaison zehn Teams. Titelverteidiger war der JK Nõmme Kalju. Aufsteiger aus der Esiliiga der FC Infonet Tallinn. Der letzte Startplatz wurde in den Relegationsspielen im November 2012 zwischen JK Tallinna Kalev und JK Tarvas Rakvere ermittelt, wobei sich der letztjährige Meistriliigaverein aus Tallinn durchsetzen konnte.
Die Meisterschaft wurde in einer regulären Spielzeit in je zwei Hin- und Rückrundenspielen ausgetragen. Jedes Team trat dabei vier Mal gegen jede andere Mannschaft an. Der Tabellenletzte stieg in die zweitklassige Esiliiga ab, der Neuntplatzierte spielte in der Relegation gegen den Zweitplatzierten der Esiliiga 2013.
Noch vor dem Start der Liga standen sich im Supercup der JK Nõmme Kalju und FC Levadia Tallinn gegenüber, das Levadia 3:0 gewann.
Das Eröffnungsspiel der neuen Saison wurde zwischen Paide Linnameeskond und dem Titelverteidiger JK Nõmme Kalju ausgetragen und endete mit einem 3:2-Auswärtssieg für Nõmme. Durch einen 4:1-Sieg des FC Flora Tallinn gegen JK Tallinna Kalev konnte der Hauptstadtklub am 1. Spieltag die Tabellenführung übernehmen, und diese bis zum 8. Spieltag halten, ausgenommen vom 3. Spieltag als der FC Levadia Tallinn an der Spitze stand. Ab dem 9. Spieltag stand Nõmme Kalju vorne, wurde allerdings ab dem 15. Spieltag von Levadia verdrängt. Im weiteren Saisonverlauf setzte sich Levadia an der Tabellenspitze fest. Am 34. Spieltag konnte Levadia vorzeitig den 8. Meisterschaftstitel in Estland gewinnen, nachdem man den FC Infonet 3:0 besiegen konnte. Als sportlicher Absteiger in die Esiliiga stand bereits der FC Kuressaare fest, der nur 11 Punkte sammeln konnte. An der Relegation nahm der JK Tammeka Tartu teil, der gegen den JK Tarvas Rakvere spielte und diese für sich entschied. Torschützenkönig wurde mit Vladimir Voskoboinikov, der 23 Tore erzielte, erstmals seit der Spielzeit Meistriliiga 2010 wieder ein Este.

## Teams
| Verein              | Stadt         | Stadion                               | Kapazität |
| ------------------- | ------------- | ------------------------------------- | --------- |
| FC Flora Tallinn    | Tallinn       | A. Le Coq Arena                       | 09.692    |
| FC Infonet Tallinn  | Tallinn       | Lasnamäe kergejõustikuhalli kunstmuru | 00.200    |
| FC Kuressaare       | Kuressaare    | Kuressaare linnastaadion              | 01.600    |
| FC Levadia Tallinn  | Tallinn       | Kadrioru staadion                     | 05.000    |
| JK Kalev Sillamäe   | Sillamäe      | Sillamäe Kalevi staadion              | 03.000    |
| JK Nõmme Kalju      | Tallinn-Nõmme | Kadrioru staadion                     | 05.000    |
| JK Tallinna Kalev   | Tallinn       | Kalevi Keskstaadion                   | 12.000    |
| JK Tammeka Tartu    | Tartu         | Tamme Staadion                        | 01.600    |
| JK Trans Narva      | Narva         | Narva Kreenholmi Staadion             | 03.000    |
| Paide Linnameeskond | Paide         | Paide linnastaadion                   | 00.268    |

## Abschlusstabelle
| Pl. | Verein                 | Sp. | S  | U | N  | Tore    | Diff. | Punkte |
| --- | ---------------------- | --- | -- | - | -- | ------- | ----- | ------ |
| 1.  | FC Levadia Tallinn     | 36  | 30 | 1 | 5  | 069:240 | +45   | 91     |
| 2.  | JK Nõmme Kalju (M)     | 36  | 26 | 6 | 4  | 078:230 | +55   | 84     |
| 3.  | JK Kalev Sillamäe      | 36  | 23 | 6 | 7  | 075:220 | +53   | 75     |
| 4.  | FC Flora Tallinn (P)   | 36  | 21 | 5 | 10 | 083:400 | +43   | 68     |
| 5.  | Paide Linnameeskond    | 36  | 15 | 2 | 19 | 043:580 | −15   | 47     |
| 6.  | FC Infonet Tallinn (N) | 36  | 10 | 8 | 18 | 036:560 | −20   | 38     |
| 7.  | JK Trans Narva         | 36  | 11 | 3 | 22 | 039:550 | −16   | 36     |
| 8.  | JK Tallinna Kalev      | 36  | 10 | 4 | 22 | 035:770 | −42   | 34     |
| 9.  | JK Tammeka Tartu       | 36  | 8  | 8 | 20 | 030:680 | −38   | 32     |
| 10. | FC Kuressaare          | 36  | 2  | 5 | 29 | 022:870 | −65   | 11     |

Platzierungskriterien: 1. Punkte – 2. Annullierungen – 3. Siege – 4. Direkter Vergleich (Punkte, Tordifferenz, geschossene Tore) – 5. Tordifferenz – 6. geschossene Tore
| (M) | amtierender Meister     |
| (P) | amtierender Pokalsieger |
| (N) | Neu (Aufsteiger)        |

### Tabellenführer
| Farblegende (Tabellenführer)                       |
| FC Flora Tallinn FC Levadia Tallinn JK Nõmme Kalju |

## Kreuztabelle
Die Kreuztabelle stellt die Ergebnisse aller Spiele dieser Saison dar. Die Heimmannschaft ist in der linken Spalte, die Gastmannschaft in der oberen Zeile aufgelistet. Die Teams spielen jeweils vier Mal gegeneinander – zwei Heim- und zwei Auswärtsspiele –, sodass insgesamt 36 Spiele zu absolvieren sind.
| Spieltage 1–18      | JK Nõmme Kalju | FC Levadia Tallinn | FC Flora Tallinn | JK Trans Narva | JK Kalev Sillamäe | Paide Linnameeskond | FC Kuressaare | JK Tallinna Kalev | JK Tammeka Tartu | FC Infonet Tallinn |
| ------------------- | -------------- | ------------------ | ---------------- | -------------- | ----------------- | ------------------- | ------------- | ----------------- | ---------------- | ------------------ |
| JK Nõmme Kalju      |                | 1:0                | 4:3              | 4:0            | 0:0               | 1:0                 | 2:1           | 2:0               | 2:0              | 2:0                |
| FC Levadia Tallinn  | 1:0            |                    | 1:0              | 3:0            | 0:0               | 1:0                 | 2:1           | 5:0               | 3:1              | 2:1                |
| FC Flora Tallinn    | 1:0            | 0:3                |                  | 1:0            | 3:0               | 1:0                 | 6:0           | 4:1               | 2:0              | 1:1                |
| JK Trans Narva      | 2:0            | 1:0                | 0:3              |                | 1:2               | 0:1                 | 2:0           | 1:1               | 1:2              | 1:1                |
| JK Kalev Sillamäe   | 1:1            | 2:0                | 2:1              | 3:2            |                   | 3:0                 | 4:0           | 0:0               | 1:1              | 3:0                |
| Paide Linnameeskond | 2:3            | 3:4                | 0:6              | 0:1            | 2:1               |                     | 3:0           | 2:1               | 6:2              | 4:0                |
| FC Kuressaare       | 0:1            | 0:1                | 2:4              | 2:0            | 1:4               | 0:1                 |               | 1:3               | 0:0              | 1:1                |
| JK Tallinna Kalev   | 1:3            | 0:1                | 2:4              | 1:2            | 1:0               | 1:0                 | 1:0           |                   | 0:2              | 1:4                |
| JK Tammeka Tartu    | 0:3            | 2:1                | 1:4              | 1:1            | 0:2               | 0:1                 | 3:1           | 3:0               |                  | 0:3                |
| FC Infonet Tallinn  | 0:3            | 0:1                | 0:2              | 1:0            | 0:1               | 1:2                 | 0:0           | 2:0               | 0:0              |                    |

| Spieltage 19–36     | JK Nõmme Kalju | FC Levadia Tallinn | FC Flora Tallinn | JK Trans Narva | JK Kalev Sillamäe | Paide Linnameeskond | FC Kuressaare | JK Tallinna Kalev | JK Tammeka Tartu | FC Infonet Tallinn |
| ------------------- | -------------- | ------------------ | ---------------- | -------------- | ----------------- | ------------------- | ------------- | ----------------- | ---------------- | ------------------ |
| JK Nõmme Kalju      |                | 2:1                | 2:2              | 3:1            | 1:0               | 2:0                 | 4:0           | 4:2               | 3:0              | 5:0                |
| FC Levadia Tallinn  | 2:1            |                    | 3:1              | 2:1            | 1:0               | 1:0                 | 2:1           | 1:0               | 2:0              | 3:0                |
| FC Flora Tallinn    | 0:3            | 1:2                |                  | 2:0            | 0:3               | 0:0                 | 4:0           | 5:0               | 2:2              | 2:3                |
| JK Trans Narva      | 0:2            | 0:2                | 1:4              |                | 0:2               | 2:0                 | 3:1           | 3:1               | 0:1              | 1:2                |
| JK Kalev Sillamäe   | 1:1            | 1:2                | 2:1              | 2:1            |                   | 3:0                 | 2:0           | 2:0               | 6:0              | 2:0                |
| Paide Linnameeskond | 0:4            | 1:3                | 0:5              | 0:3            | 0:3               |                     | 4:1           | 1:0               | 1:2              | 2:0                |
| FC Kuressaare       | 0:4            | 2:4                | 0:1              | 1:0            | 0:5               | 1:2                 |               | 1:4               | 0:0              | 0:3                |
| JK Tallinna Kalev   | 1:1            | 1:4                | 1:1              | 0:4            | 0:9               | 1:2                 | 3:1           |                   | 2:1              | 3:1                |
| JK Tammeka Tartu    | 0:3            | 0:2                | 0:4              | 1:2            | 0:3               | 0:0                 | 3:2           | 0:1               |                  | 1:1                |
| FC Infonet Tallinn  | 1:1            | 0:3                | 1:2              | 3:2            | 1:0               | 1:2                 | 1:1           | 0:1               | 3:1              |                    |

## Relegation
Am Ende der regulären Saison trat der Neuntplatzierte der Meistriliiga, der JK Tammeka Tartu, gegen den Zweitplatzierten der Esiliiga, dem JK Tarvas Rakvere, in der Relegation an. Die Spiele fanden am 17. und 23. November 2013 statt, wobei zuerst der Zweitligist Heimrecht hatte. Mit zwei Siegen (2:1, 4:1) vom Verein aus Tartu, das vom Deutschen Uwe Erkenbrecher trainiert wurde, konnte die Klasse gehalten werden. Für den JK Tarvas Rakvere war es nach den Relegationsspielen 2012 bereits der zweite verpasste Aufstieg in Folge.
| Datum             |                   | Ergebnis  |                   | Tore                                                                                                |
| ----------------- | ----------------- | --------- | ----------------- | --------------------------------------------------------------------------------------------------- |
| 17. November 2013 | JK Tarvas Rakvere | 1:2 (0:1) | JK Tammeka Tartu  | 0:1 Tekko (26.), 0:2 Tomson (68.), 1:2 Rebane (81.)                                                 |
| 23. November 2013 | JK Tammeka Tartu  | 4:1 (3:0) | JK Tarvas Rakvere | 1:0 Tamm (9.), 2:0 Sahkur (13. Eigentor), 3:0 Tomson (21.), 3:1 Hang (51. Eigentor), 4:1 Tamm (62.) |
| Gesamt:           | JK Tarvas Rakvere | 2:6       | JK Tammeka Tartu  | |

## Torschützenliste

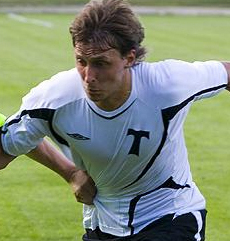
Vladimir Voskoboinikov wurde mit 23 Treffern Torschützenkönig.

| Pl. | Spieler                | Mannschaft         | Tore |
| --- | ---------------------- | ------------------ | ---- |
| 01. | Vladimir Voskoboinikov | JK Nõmme Kalju     | 23   |
| 02. | Rimo Hunt              | FC Levadia Tallinn | 22   |
| 03. | Kassim Aidara          | JK Kalev Sillamäe  | 17   |
| 04. | Albert Prosa           | FC Flora Tallinn   | 16   |
| 04. | Vjatšeslav Zahovaiko   | JK Kalev Sillamäe  | 16   |
| 06. | Hidetoshi Wakui        | JK Nõmme Kalju     | 15   |
| 07. | Sander Post            | FC Flora Tallinn   | 14   |
| 08. | Tarmo Neemelo          | JK Nõmme Kalju     | 11   |
| 09. | Jewgenij Kabajew       | JK Kalev Sillamäe  | 10   |
| 10. | Rauno Alliku           | FC Flora Tallinn   | 09   |
| 10. | Nikolai Mašitšev       | JK Kalev Sillamäe  | 09   |
| 10. | Artur Rättel           | FC Levadia Tallinn | 09   |

## Trainerwechsel
| Verein            | Trainer             | Grund      | Datum         | Tabellenplatz | Nachfolger        |
| ----------------- | ------------------- | ---------- | ------------- | ------------- | ----------------- |
| JK Kalev Sillamäe | Algimantas Briaunys | Entlassung | 2. April 2013 | 4             | Sergei Ratnikov   |
| JK Trans Narva    | Aleksei Yagudin     | Entlassung | 8. April 2013 | 10            | Valeri Bondarenko |
| FC Flora Tallinn  | Marko Lelov         | Entlassung | 21. Juli 2013 | 3             | Norbert Hurt      |

## Die Meistermannschaft des FC Levadia Tallinn
(Berücksichtigt wurden Spieler mit mindestens einem Einsatz; in Klammern sind die Einsätze und Tore angegeben)
| 1. | FC Levadia Tallinn |
|    | - Tor: Roman Smishko (32/0), Priit Pikker (5/0) - Abwehr: Artjom Artjunin (32/2), Aleksandr Kulinitš (26/0), Maksim Podholjuzin (36/3), Aleksei Jahhimovitš (33/1), Dmitri Kruglov (15/4), Artur Pikk (31/1), Aleksandr Woltschkow (13/1) - Mittelfeld: Marek Kaljumäe (24/3), Andreas Raudsepp (28/2), Ilja Antonow (30/1), Aleksandr Dmitrijev (22/0), Andero Pebre (16/0), Igor Subbotin (30/8) - Angriff: Rimo Hunt (34/22), Erkki Junolainen (1/0), Kaspar Paur (4/1), Svjatoslav Jakovlev (3/0), Nikita Kolyaev (13/4), Artur Rättel (26/9), Ingemar Teever (25/6) - Trainer: Marko Kristal |

## Auszeichnungen während der Saison
| Monat          | Trainer des Monats                  | Spieler des Monats                       |
| -------------- | ----------------------------------- | ---------------------------------------- |
| März 2013      | Marko Kristal (FC Levadia Tallinn)  | Hidetoshi Wakui (JK Nõmme Kalju)         |
| April 2013     | Meelis Rooba (Paide Linnameeskond)  | Rimo Hunt (FC Levadia Tallinn)           |
| Mai 2013       | Valeri Bondarenko (JK Trans Narva)  | Vladimir Voskoboinikov (JK Nõmme Kalju)  |
| Juni 2013      | Uwe Erkenbrecher (JK Tammeka Tartu) | Nikolaj Maschitschew (JK Kalev Sillamäe) |
| Juli 2013      | Sergei Ratnikov (JK Kalev Sillamäe) | Lauri Varendi (Paide Linnameeskond)      |
| August 2013    | Marko Kristal (FC Levadia Tallinn)  | Kassim Aidara (JK Kalev Sillamäe)        |
| September 2013 | Igor Prins (JK Nõmme Kalju)         | Allan-Axel Kimbaloula (JK Nõmme Kalju)   |
| Oktober 2013   | Marko Kristal (FC Levadia Tallinn)  | Rimo Hunt (FC Levadia Tallinn)           |